# Долецкий, Виталий Алексеевич
Вита́лий Алексе́евич До́лецкий (1 августа 1929 — 24 декабря 2020) — генеральный директор Ярославского моторного завода (производственное объединение, а с 1993 года — открытое акционерное общество «Автодизель») в 1982—1997 годах.

## Биография
Родился 1 августа 1929 года в Украинской ССР, где отец работал на сахарном заводе, мать была домохозяйкой. Позднее семья переехала сначала в Уссурийский край, а затем в Амурскую область, где отец был мастером на Свободненском вагоноремонтном заводе. После окончания средней школы в Свободном окончил с отличием механический факультет Томского политехнического института по специальности «Автомобили и тракторы» в 1947—1952 годах.
Местом распределения выбрал выпускавший грузовые автомобили Ярославский автомобильный завод (ЯАЗ), где начал работать помощником мастера в цехе сборки и испытания автомобилей. С 1956 года был начальником этого цеха; основное достижение в этой должности — освоение в 1957 году автомобиля высокой проходимости ЯАЗ-214 и его модификации — тягача целевого назначения ЯАЗ-214-ш7. В 1958 году завод был переспециализирован на производство дизельных двигателей для большегрузного транспорта и переименован в Ярославский моторный завод (ЯМЗ).
В 1960 году цех главной сборки был расформирован, а Долецкий был назначен заместителем главного инженера завода по подготовке производства. В 1960 году в составе группы специалистов он был командирован в Ирак для переговоров о продолжении закупок советской военной и автомобильной техники вместо европейской и проведения контрольного испытательного пробега, поездка закончилась успешно. В первой половине 1960-х годов на заводе было создано унифицированное семейство двигателей многоцелевого назначения ЯМЗ-236, ЯМЗ-238 и ЯМЗ-240 и организовано их высокомеханизированное производство; в 1972 году Долецкий в составе группы моторостроителей за это достижение был удостоен Государственной премии СССР. Под руководством Долецкого была разработана и применялась комплексная система управления качеством конечного продукта — дизель-мотора, что позволило за 1964—1975 годы увеличить ресурс 2-тактных двигателей с 2500 до 4000 моточасов, 4-тактных двигателей — с 3000 до 10 000 моточасов, потребность в запасных частях сократилась на 23 %.
В ноябре 1965 года Долецкий был назначен главным инженером завода. В 1971 году ЯМЗ стал главным предприятием производственного объединения «Автодизель». В 1970-х годах было создано семейство дизельных двигателей ЯМЗ-840.
В 1982 году Долецкий назначен генеральным директором ПО «Автодизель». В 1980-е годы был достигнут максимальный объём производства: с 1982 по 1988 год выпускалось 137—141 тысяч дизель-моторов в год. Из социальных достижений ПО в эти годы — строительство 14-го микрорайона Северного жилого района Ярославля. Переход к рыночной экономике нанёс сильный удар по ЯМЗ: в 1990-е годы резко сократили объём производства основные потребители продукции, часть из которых к тому же оказалась заграницей, началась конкуренция с западными производителями. Однако, заводу удалось выжить и возобновить стабильную работу и развитие производства.
С середины 1990-х годов принимал активное участие в разработке и реализации важной для завода российско-белорусской программы «Развитие дизельного автомобилестроения 1998—2002 гг.». В 1997—2002 годах Долецкий возглавлял компанию «Русские моторы», учреждённую 4 дизелестроительными предприятиями Ярославской области. Ныне занимает должность главного специалиста по программам развития отдела развития ОАО «Автодизель» и занимается общественной работой, возглавляя ярославское отделение Российской инженерной академии.
Долецкий опубликовал более 70 научных работ; имеет 15 авторских свидетельств на изобретения. Доктор транспорта (1973), кандидат технических наук. Профессор кафедры двигателей внутреннего сгорания Ярославского государственного технического университета.
Умер 23 декабря 2020 года, похоронен на Воинском мемориальном кладбище Ярославля.

## Семья
Жена, Нина Дмитриевна (род. 1941), работала на ЯМЗ старшим экономистом цеха. Две дочери: Светлана Аристова — зам. начальника отдела маркетинга и рекламно-выставочной деятельности, руководитель группы рекламно-выставочной деятельности ООО «ТД „Двигатели“»; Ирина Лукина — заведующая аллергологической лабораторией МСЧ ОАО «Автодизель».

## Награды
Лауреат Государственной премии СССР (1972) и премии Совета Министров СССР (1989). Удостоен звания «Заслуженный машиностроитель РСФСР» (1989). Награждён орденами Ленина (1971), Октябрьской Революции (1976), двумя орденами Трудового Красного Знамени (1981, 1986), орденами Дружбы Народов (1993), За заслуги перед Отечеством IV степени (1996), двенадцатью медалями, Почётным знаком Ярославля I степени, имеет другие знаки отличия. Почётный гражданин Ярославля с 4 мая 2011 года за выдающийся вклад в социально-экономическое развитие города Ярославля.